# John Regis
John Paul Lyndon Regis (Lewisham, 13 ottobre 1966) è un ex velocista britannico, campione europeo e mondiale indoor sui 200 metri piani.

## Biografia
In carriera ha vinto ben quattordici medaglie tra Olimpiadi, campionati mondiali ed europei. Il 31 luglio 1994 Regis portò il record britannico a 19"87 nel classico meeting in altura del Sestriere, tuttavia il record non fu riconosciuto dalla federazione britannica, nonostante fosse stato ottenuto con un vento nella norma, +1,8 m/s. Fu infatti considerato dubbio a causa di un presunto malfunzionamento dell'anemometro. Il tempo di 19"87 è invece stato regolarmente omologato dalla IAAF, ed oggi costituisce la 23ª prestazione di tutti i tempi.

## Record nazionali
- 200 metri piani: 19"94 ( Stoccarda, 20 agosto 1993)

## Palmarès
| Anno | Manifestazione      | Sede       | Evento            | Risultato | Prestazione | Note             |
| ---- | ------------------- | ---------- | ----------------- | --------- | ----------- | ---------------- |
| 1988 | Giochi olimpici     | Seul       | Staffetta 4×100 m | Argento   | 38"28       |                  |
| 1992 | Giochi olimpici     | Barcellona | Staffetta 4×400 m | Bronzo    | 2'59"73     |                  |
| 1987 | Campionati mondiali | Roma       | 200 m             | Bronzo    | 20"18       |                  |
| 1991 | Campionati mondiali | Tokyo      | Staffetta 4x400   | Oro       | 2'57"53     |                  |
| 1991 | Campionati mondiali | Tokyo      | Staffetta 4x100   | Bronzo    | 38"09       |                  |
| 1993 | Campionati mondiali | Stoccarda  | 200 m             | Argento   | 19"94       | Record nazionale |
| 1993 | Campionati mondiali | Stoccarda  | Staffetta 4x100   | Argento   | 37"77       |                  |

## Altre competizioni internazionali
1989
- Coppa Europa di atletica leggera ( Gateshead)